# Shahrnush Parsipur

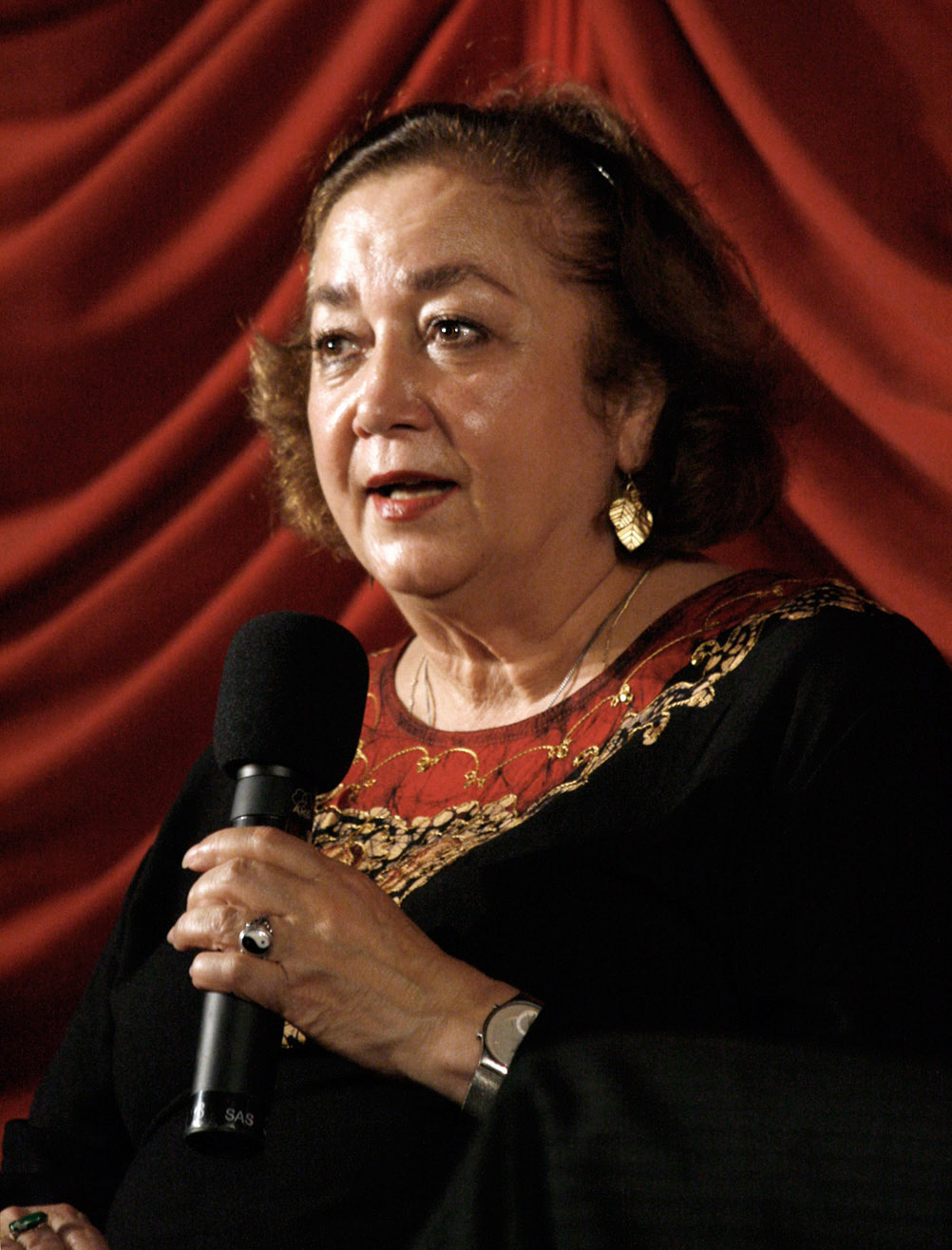
Shahrnush Parsipur, 2010

Shahrnush Parsipur (persiska شهرنوش پارسی پور), född 1946 i Teheran, är en iransk författare. Hon studerade till sociolog och började senare arbete på den iranska televisionen. 1974 arresterades hon för sina politiska åsikter och 1976 måste hon lämna landet. Hon reste till Frankrike och studerade filosofi och kinesiska. Hon har skrivit romaner, novellsamlingar och en sagobok. Den kontroversiella romanen "Kvinnor utan män" skrevs 1974 men publicerades först 1989. Romanen utspelar sig under år 1953, när en militärkupp störtade president Mossadeq och återinsatte shahen. "På en lyrisk prosa full av magiska inslag följer berättelsen några kvinnoöden".
Parsipur är idag bosatt i USA.

## Verk översatta till svenska
- Kvinnor utan män, 1994 (Zanan bedoun mardan)
- Flickan och tarspelaren, 1998 (novell)
- De fria upplevelserna, 2012 Förlag; Iran Open Publishing Group. Stockholm Översättning: Robab Moheb